# Contea di Florence (Carolina del Sud)
La contea di Florence (in inglese Florence County) è una contea dello Stato della Carolina del Sud, negli Stati Uniti. La popolazione al censimento del 2000 era di 125 761 abitanti. Il capoluogo di contea è Florence.

## Geografia
La contea si trova nel nord-est dello Stato. Il fiume Great Pee Dee forma il confine est, mentre il Lynches il confine ovest. Il territorio è prevalentemente pianeggiante e si trova in una piana costiera.

### Contee confinanti
- Contea di Marlboro - nord
- Contea di Dillon - nord
- Contea di Marion - est
- Contea di Williamsburg - sud
- Contea di Clarendon - sud-ovest
- Contea di Sumter - ovest
- Contea di Lee - ovest
- Contea di Darlington - nord-ovest

## Storia
Prima della colonizzazione, l'area era abitata dai nativi Pee Dee. La contea fu creata nel 1888 e fu chiamata come il capoluogo di contea, che a sua volta deve il suo nome alla figlia di William W. Harllee, governatore della Carolina del Sud.
Nel 1958 sulla contea di Florence, un bombardiere B-47 sganciò per errore una bomba nucleare non innescata.

## Comuni

### Cities
- Florence (capoluogo)
- Johnsonville
- Lake City

### Towns
- Coward
- Olanta
- Pamplico
- Quinby
- Scranton
- Timmonsville